# 진윤성
진윤성(陳潤成, 1995년 10월 11일~)은 대한민국의 역도 선수이다. 2020년 하계 올림픽에 참가했으며 세계 선수권 대회에서 은메달 2개(2019, 2021)를 획득했다. 또한 아시아 선수권 대회에서 은메달 1개(2023), 동메달 1개(2016)를 획득했다.

## 생애와 경력
충청남도 서천군에서 대만 화교 출신 아버지와 한국인 어머니 사이에서 태어났다. 2015년에 대한민국 주니어 국가대표로 발탁되어 그 해 6월에 폴란드 브로츠와프에서 열린 2015년 세계 주니어 선수권 대회에 참가하여 러시아의 헤타크 후가예프와 우크라이나의 볼로디미르 호자의 뒤를 이어 동메달을 획득했다.
우즈베키스탄의 타슈켄트에서 열린 2016년 아시아 선수권 대회에서 -94kg급에 출전했다. 이 대회에서 총 394kg을 들어올려 4위를 기록했으나 1위를 차지했던 카자흐스탄의 블라디미르 세도프가 도핑이 적발되어 메달을 박탈, 이란의 알리 하셰미와 대한민국의 박한웅의 뒤를 이어 동메달을 획득했다.
미국 애너하임에서 열린 2017년 세계 선수권 대회에서는 -105kg급에 출전, 총 387kg을 들어올려 종합 9위에 올랐다.
2019년 9월에는 태국 파타야에서 열린 2019년 세계 선수권 대회에서는 -102kg급에 출전하여 금메달 1개와 은메달 1개를 획득했다. 그는 인상에서 181kg을 들어올려 1위에 올라 금메달을 획득했고, 용상에서는 216kg을 들어올리며 4위에 올랐고, 종합 397kg을 기록, 벨라루스의 야우헤니 치한초우의 뒤를 이어 합계 2위로 은메달을 획득했다.
2021년 7월에는 일본 도쿄에서 열린 2020년 하계 올림픽에 참가하였다. -109kg급으로 체급을 올려 출전했으며 인상 180kg, 용상 220kg을 기록하여 총 400kg의 기록으로 6위에 올랐다. 같은 해 12월에는 타슈켄트에서 열린 2021년 세계 선수권 대회에서 인상 180kg, 용상 216kg을 기록하면서 인상 부문 1위에 올라 합계 396kg의 기록으로 이란의 라술 모타메디의 뒤를 이어 은메달을 획득했다.
2023년 5월에는 대한민국 진주에서 열린 2023년 아시아 선수권 대회에 참가하여 인상 180kg, 용상 218kg을 기록하여 총 398kg의 기록으로 카자흐스탄의 누르기사 아딜레툴리의 뒤를 이어 은메달을 획득했다. 같은 해 10월에는 중국 항저우에서 열린 2022년 아시안 게임 남자 109kg급에 참가했으나 실격 처리되었다. 